# Біла (права притока Айдару)
49°41′00″ пн. ш. 38°41′00″ сх. д. / 49.68333° пн. ш. 38.68333° сх. д.
Біла — річка в Україні, права притока Айдару, басейн Сіверського Дінця. Довжина 59 км. Площа водозбірного басейну 1 015 км². Похил 0,7 м/км. Долина асиметрична, завширшки 2,5—3 км. Заплава заболочена, шириною до 800 м. Річище звивисте, шириною 2—8 м. Глибини до 1,7 м. Використання річки: зрошення, господарсько-побутове, розведення водоплавної птиці.
Бере початок на південних схилах Середньоросійської височини у пониззі біля селища Хоменкове Перше, непостійний паводковий струмок біля села Чабанове та струмки Білого яру. Тече територією Білокуракинського, Старобільського районів Луганської області. Побудовані шлюзи-регулятори, ставки. Між Білокуракиним та Павлівкою збудоване водосховище для потреб зрошення та риборозведення.

## Притоки
Праві: Козинка, Троїстий.
Ліві: балка Білий Яр, балка Журавка, балка Ясеновий Яр, Дітичин яр, Терешків яр, Козинка.

## Населені пункти
Над річкою розташовані такі села, селище місто (від витоків до гирла): Хоменкове Перше, Курячівка, Павлівка, Білокуракине, Луб'янка, Заїківка, Олексіївка, Нещеретове, Калинівське, Ганнівка, Дубовівка, Курячівка, Підгорівка, Проказине, Старобільськ.

## Історія
Багато існує історичних переказів серед населення про р. Білу. Розповідають, що колись вона була глибокою з чистою джерельною водою, яка поповнювалася із джерелець, що пробивалися з підніжжя пагорбів з-під мергельних пластів. Річка була широкою і глибокою з крутими берегами, на яких росли кучеряві верби, високі осики та різні чагарники. В ній завжди водилося багато різноманітної риби, в заростях осики та очерету гніздилися водоплавні птиці, влаштовували собі житло фазани, бобри, річні видри та ін.
За легендою саме від назви річки Білої походить назва селища Білокуракине, яке складається із назви річки (Біла) та прізвища князя Бориса Куракіна, який на початку XVIII століття на берегах річки заснував слободу Куракіна на місці існуючого поселення, яке тоді називалось Відрадне.
Старожили розповідають, що раніше річка мала три повноводних русла, які завдяки втручанню людини з часом обміліли, і залишилось лише одне русло, що змінило своє природне розташування і на ділянці від селища Білокуракине до села Нещеретове має штучний характер.

## Господарство
Найбільш інтенсивне використання заплави річки Білої розпочалось в Радянські часи. З розвитком сільськогосподарського виробництва, інтенсивного використання кожної ділянки землі в заплаві, річка Біла поступово втрачала свою красу, замулювалася, заболочувалась, заростала бур'яном, болотним різнотрав’ям та верболозом і лише де-не-де збереглися відкриті плеса, які нагадували, що це була колись повноводна річка. У 1970 році в Білокуракинському районі вирішувалось питання про збільшення і збереження землі за рахунок осушених заболочених і заплавних площ. Потім розпочались роботи по осушенню заплави річки Біла. Будівництво протиерозійних споруд та осушення річки Білої фінансувалося за кошти держави. Здійснювати такі роботи розпочали в колгоспі "Перемога" (село Нещеретове). Зведення валів виконував створений при «Райсільгоспхімії» загін так званої родючості, який і проводив цей обсяг робіт. Роботи проводились щорічно на великих площах як на пасовищах, так і на ріллі.
Для відродження площ родючих земель і використання заболочених земель в 1970 році розпочалося осушення заливних земель в долині р.Біла і спрямування її русла. Проектна площа осушених земель брутто — 3909 га, нетто 3634 га. Довжина магістрального каналу 54,7 км, практично такою стала довжина р.Біла. На заливних землях і магістральному каналі 23 гідротехнічні споруди, з них шлюзів-регуляторів — 17, мостів — 4. Загальна площа фактично осушених земель — 2417 га, з них ріллі — 765 га, сінокосів — 1274 га, пасовищ — 163 га, лісів — 73 га, доріг — 7 га, інших ґрунтів — 135 га. Закінчено осушення заплави річки Біла було в 1977 році.
Після проведення меліоративних робіт господарства Білокуракинського району одержали цінні родючі землі. В 1980-1981 рр. осушені землі розпочали виділяти під огородні культури робітникам і службовцям підприємств і організацій. Більше 15 років осушені землі використовувалися в повному обсязі інтенсивно, одержували багаті врожаї городніх культур, але ніяких заходів із збереження землі від повторного заболочування ніхто не застосовував, тому станом на 1 січня 2007 року використовувалось всього: рілля — 210 га, сінокосу — 800 га, пасовищ — 15 га.
Зокрема, під час меліорації, в заплаві річки Білої було проведено роботи: на землях Курячівської сільської ради у верхів’ях річки ріс ліс, головною породою була верба, щоб його зберегти, розкорчування не проводили, лише прорили посередині канаву 8 метрів, глибиною З м, рослинність зберегли. Довжина каналу від села Хомівка до р. Біла — 5,1 км. Прилягають сюди болота з лісом і чагарником — 51,5 га. В результаті проведення меліоративних робіт у господарстві на заплавах р. Біла організовано городництво площею 10 га і 89 га сінокосу.
Південніше земель Курячівської сільради пролягають землі Павлівської сільської ради. Річка Біла протікає з півночі на південь довжиною 6 км 700 м. На відстані 1 км 200 м від села Курячівка магістральний канал має боковий канал довжиною 4 км 850 м, що поповнює водосховище «Наливне», площею 84,2 га. Це унікальне проектне рішення води, що надходить річкою, може наповнювати водосховище, а після певної вищезазначеної відмітки витікає в р. Біла, яка несе води в р. Айдар. Там є шлюз-перехід з регулюючою заслінкою. Водовідвідний канал тягнеться по східній частині с.Павлівка, площею 240,7 га. А між ним і головним каналом заливний сінокіс загальною площею 33,8 га, болото — 22,6 га.
Водосховище «Наливне» знаходиться серед заболочених сінокосів і боліт на відстані в кількадесят метрів від основного русла річки Біла. Довжина водосховища з півночі на південь — 2 км, має грушоподібну форму, у верхній частині ширина — 250 м, посередині — 540 м і в нижній частині — це є донний водовипуск, ширина 750 м. Водосховище обкладено зі східної, південної і частково західної частини бетонними плитами — висотою від З до 8 метрів зі схилами до води 30-40 градусів. Ширина дамби — 4-6 м, у південній частині водосховища розміщується північна частина селища Білокуракине. Це вулиця Крайня і кінець вулиці Підгірної. Основне завдання водосховища згідно з проектом — поповнювати водний баланс р. Біла. Крім цього, з водосховища «Наливне», площею 700 га живиться зрошувальна система. На його березі побудована насосна станція першого підйому води, потім по водопроводу, довжиною 6,7 км, насосами наповнюється ставок на схід від Білокуракине (Дититчин став), площею 1,2 га, а далі вже на прилеглі поля. Станом на 2016 рік зрошувальна система не працює. Також водосховище "Наливне" є місцевої рекреаційною зоною, де відпочивають білокуракинці. На березі щорічно проводять різні свята: Дні рибалки, спортивні змагання та ін. Також водосховище є одним із основних в Білокуракинському районі рибних господарств.
Також на річці Білій побудовані 7 шлюзів-регуляторів, які дозволяють регулювати рівень води в річці в залежності від сезону.
Правий берег річки — гориста місцевість, довжина вулиці Підгірна в селищі Білокуракине, яка тягнеться по правому березі паралельно із річкою Білою — 8,5 км. Розкинулися осушені землі, на яких побудована осушувальна мережа, довжиною 10,5 км, в тому числі рілля, що використовується під городи мешканців селища — 193,8 га, поліпшених сінокосів — 38,8 га, пасовищ — 5,3 га, боліт — 26,4 га. Ліва сторона річки — це основна частина селища Білокуракине, де густо заселена вулиця Центральна (колишня Чапаєва), що простягнулася з півночі на південь, довжиною 9,5 км. Ширина річки на різних ділянках — 15-25 м. В низині річки осушено земель 288,3 га, з них ріллі, що використовуються під городи — 187 га, сінокосів 65,4 — га, пасовищ — 22,6 га, боліт – 12,4 га. Довжина річки по селищу — 9 км.
Довжина річки, що протікає по землях сіл Луб’янки та Заїківки — 7,2 км, ширина — 10-12 м, площа дзеркала водного простору – 34,7 га. На території села Луб’янка є шлюз-регулятор, де впадає в річку Біла суходільна річка Козинка, і побудовано висоководний залізобетонний місток довжиною 54 м. Так само і в с.Заїківка за 180 м побудований перехідний шлюз, є там місце і для купання.
Правий берег річки межує з осушеними землями загальною площею 192,7 га, з них ріллі – 94,7 га, сінокосів — 83,4 га, пасовищ — 9,8 га, боліт — 4,3 га. На осушених землях побудовано 15 каналів-осушувачів загальною довжиною 7 км. З лівої сторони р.Біла загальна площа осушених земель 85 га, з них ріллі — 24,6 га, сінокосів — 21,8 га, пасовищ – 45,3 га, боліт — 3,5 га. На осушених землях побудовано 23 каналів-осушувачів, загальною довжиною 8,6 км.
За течією на південь р.Біла, минувши присадибні землі с.Заїківка, виходить на землі Олексіївської сільської ради — в основному по старому руслу, має більше 12 невеличких поворотів. Довжина річки 7,4 км, площа водного дзеркала — 26,1 га, ширина річки — 5-9 м. На осушених площах — 25 каналів-осушувачів. Загальна довжина — 7,5 км. Правий берег річки проходить по сільськогосподарських угіддях, довжиною 1,3 км, а далі понад присадибними землями с.Олексіївки — впродовж 2,5 км. Потім русло річки прямує посеред сільгоспугідь загальною площею 147 га, з них ріллі — 97,5 га, сінокосу — 28,1 га, пасовищ – 15,4 га, боліт — 6 га. З правого боку річки по всій довжині тягнеться гора висотою понад 40 метрів, в основному це крейдяні відкладення, останні роки 30-40% площі яких засаджено сосновим лісом. Лівобережжя її тягнеться по сільгоспугіддях загальною площею 201,7 га, в тому числі рілля — 42,7 га, сінокосів — 138,5 га, пасовищ — 7,З га, боліт — 10,7 га.
Довжина річки на землях Нещеретівської сільради 5 км 500 м, ширина — 10-15 м, площа водного дзеркала — 23,7 га. Тут на річці Біла побудовано 2 шлюзи-регулятори з переїздами і міст. Будівництво його розпочато в 1971 році. Практично побудовано поряд два мости: один — на основному руслі, довжиною 100 м і по відповідному каналу — 75 метрів. Ширина проїжджої частини — 8 метрів і по обидва боки пішохідна доріжка шириною 1 м. Під’їзні шляхи, довжиною 1300-1500 метрів огороджено для безпеки проїзду транспорту залізними рейками загальною довжиною 750 м. При будівництві було знесено 3 житлових приватних будинки. Замовник — Білокуракинський дорожній відділ Білокуракинського райвиконкому.
Пізніше було розпочато будівництво мостів через р.Біла в селищі Білокуракине по вулиці Коцюбинського, довжиною 60 м, під'їзні шляхи — 1500 м до Сватового і далі через р.Біла; по дорозі із Білокуракине до села Бунчуківки спочатку було 3 дерев’яні містки, які ліквідували та збудували один залізобетонний — довжиною 40 метрів, шириною 10 м. Під’їзні шляхи — 800 м. Зараз це один із основних мостів через річку Біла в межах селища Білокуракине по вулиці Історичній (колишня вулиця Леніна). Також було збудовано залізобетонний місток через річку в межах Білокуракине в колишній радгосп «Більшовик» — довжиною 16 м, в село Курячівка — довжиною 24 м.
Після меліоративних робіт на землях Нещеретівської сільської ради з правого берегу річки ріллі — 75 га, пасовищ — 7,5 га, сінокосу – 27,2 га, боліт — 10,3 га. По угіддях побудовано 23 каналів-осушувачів загальною довжиною 7 км. До Лівобережжя річки прилягають господарські землі — 198,7 га, пасовища — 78,9 га, сінокоси — 55,1 га, болота — 26,6 га. До реформування колгоспу «Перемога» на осушених землях було зроблене зрошення, щорічно колгосп одержував високі врожаї городніх культур. Трудівники колгоспу основними заходами вважали збереження родючості землі і захист її від пагубних природних наслідків — ерозійних процесів (вітрових і водних).

## Рекреація
В 2012 році в Білокуракине за рішенням зборів громади було облаштовано і відкрито нову рекреаційну зону на річці Білій — пляж для відпочинку білокуракинців, який знаходиться неподалік містка через річку по вулиці Історичній. Влітку ця зона стає місцем розваг та відпочинку.
В 2007 році на узбережжі річки Біла було очищено і офіційно відкрито одне із найбільших джерел, що впадає в річку — криницю Відраднівську, цілюща вода якої має популярність як серед місцевих жителів, так і відома багатьом людям поза межами Білокуракинщини. З часом територія біля криниці Відраднівської була також облаштована і перетворена на зону відпочинку.